# Husarer nr. A 353
Husarer nr. A 353 også omtalt som Husarer paa Øvelse er en dansk dokumentarisk optagelse fra 1912 produceret af Nordisk Films Kompagni.

## Handling
Husarerne kaldes til deres heste på kasernepladsen og sadler op. Øvelser i terræn, bl.a. overvågning fra bakketop.